# Amer (filme)
Amer é um filme de terror thriller belga-francês de 2009 escrito e dirigido por Hélène Cattet e Bruno Forzani e estrelado por Cassandra Forêt, Bianca Maria D'Amato, Charlotte Eugène Guibeaud e Marie Bos. O filme é um giallo em três partes. A trama do filme segue o desenvolvimento sexual de Ana, que vive na Costa Azul. O filme se concentra em sua opressiva adolescência, levando à sua feminilidade. O filme estreou na Suécia em 2009. Ele recebeu críticas geralmente favoráveis e foi indicado ao Prêmio Magritte de Melhor Filme.

## Elenco
| Cassandra Forêt           | Ana (criança)                                                | [ 3 ] |
| Charlotte Eugène Guibeaud | Ana (adolescente) (creditada como Charlotte Eugène Guibbaud) | [ 3 ] |
| Marie Bos                 | Ana (adulto)                                                 | [ 3 ] |
| Delphine Brual            | Graziella                                                    | [ 3 ] |
| Harry Cleven              | Homem do Taxi                                                | [ 3 ] |
| Bianca Maria D'Amato      | Mãe                                                          | [ 3 ] |
| Bernard Marbaix           | Avô morto                                                    | [ 3 ] |
| Jean-Michel Vovk          | Pai                                                          | [ 3 ] |

## Produção
Para financiar a produção do filme, a produtora belga Eve Commenge criou uma empresa para produzir Amer. Os diretores Hélène Cattet e Bruno Forzani exigiram mais financiamento fora da Bélgica e procuraram um co-produtor francês. O produtor François Cognard concordou em co-produzir o filme. Os diretores descobriram que eles tinham apenas um terço do orçamento original, mas os produtores os deixaram começar a produção independentemente, com base na experiência de fazer curtas-metragens por muito pouco dinheiro.
Os diretores fizeram grandes preparativos antes de filmar os atores devido ao baixo orçamento do filme. Todas as cenas do filme foram testadas com câmeras de vídeo digital, com os dois diretores interpretando todas as partes, para que nada inesperado acontecesse quando eles começassem a filmar com os outros atores. O filme foi transmitido na Riviera Francesa e na Bélgica.[carece de fontes?] Demorou 39 dias para disparar.

## Lançamento
Amer estreou mundialmente no Fantastisk Film Festival Lund de 2009, na Suécia. O filme ganhou o prêmio The Blade, que foi a primeira vez que foi entregue no festival. O filme também foi exibido em outros festivais de cinema, incluindo o Festival de Cinema de Sitges, na Espanha, onde os diretores ganharam o prêmio de Discovery Motion Picture Diploma.

## Recepção
Amer foi muito bem recebido pelos críticos americanos em seu lançamento original. O site de ranking de filmes Rotten Tomatoes informou que 79% dos críticos deram críticas positivas ao filme, com base em uma amostra de 28. No Metacritic, o filme recebeu uma pontuação média de 72, com base em sete críticas. O Village Voice fez uma crítica positiva ao filme, afirmando que "os prazeres deste filme deslumbrante, inteligente e visceral são quase exclusivamente estéticos" e "que aqueles que não se sentem afetados ou alienados pela pornografia da dor podem ser deixados fracassando de maneira tão desatualizada quanto possível". O Los Angeles Times se referiu ao filme como "consistentemente ultrajante e implacável surreal, o filme belga é, intencionalmente ou não, freqüentemente engraçado; também é atraente e distinto". Empire deu ao filme três das cinco estrelas, recomendando-o aos fãs de Dario Argento.